# Incident de Laguna del Desierto

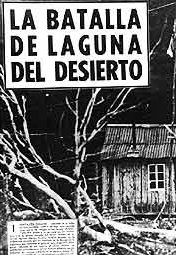
Le magazine argentin Gente y la Actualidad qualifiant l'échange de tirs de « bataille ». Dans le fond, l'abri construit par les carabiniers chiliens.

L'incident de Laguna del Desierto, que l'on trouve dans certaines sources argentine sous le nom de bataille de Laguna del Desierto est un incident frontalier qui oppose quatre membres de Carabineros de Chile à 12 membres de la gendarmerie nationale argentine dans une zone située au sud du lac O'Higgins/San Martín le 6 novembre 1965. Un lieutenant chilien est tué un sergent blessé, créant une atmosphère tendue entre l'Argentine et le Chili.

## Géographie
La région concernée est une vallée située autour de Laguna del Desierto (en français : lac du désert) située à 49° 02′ 14″ S, 72° 51′ 53″ O au nord et à l'est du champ de glace Sud de Patagonie (Campos de Hielo Sur), elle n'est donc accessible depuis le Chili que par le nord (elle est à environ 30 km au sud de la ville de Villa O'Higgins). Côté argentin, elle est accessible sans obstacle.
La vallée est située entre le chaînon Martínez de Rozas à l'est de la cordillère des Andes et des glaciers du champ de glace Sud de Patagonie à l'ouest. Le lac reçoit les eaux de nombreuses rivières du chaînon et des glaciers, ses eaux s'écoulent dans le río de las Vueltas (en direction du sud) vers le lac Viedma puis dans l'océan Atlantique.
La région concernée par le conflit couvre 481 km2 de territoire.

## Contexte historique

Sur cette carte, le conflit territorial entre les deux pays est montré.

Le British award de 1903 considère les demandes de l'Argentine et du Chili comme étant inconciliables. Dans la région de la Laguna del Desierto, le tribunal définit le hito 62 (jalon ou borne frontière) sur le lac O'Higgins/San Martin et trace la frontière à partir de cette borne jusqu'au mont Fitz Roy à travers le châinon Martínez de Rozas octroyant intégralement au Chili la vallée de la Laguna del Desierto.
En 1946 grâce à une reconnaissance aérienne de l'United States Air Force, ordonnée par le gouvernement chilien, il est découvert de que lagon se déversait dans l'océan Atlantique. L'Argentine et le Chili devaient donc redessiner leurs cartes.

### Situation interne en Argentine
Le soutien initial des organisations de travailleurs au président argentin Arturo Umberto Illia, élu en 1963, tourne à l'antagonisme au cours de l'année 1964, des plans secrets pour le retour d'exil de Perón prenant forme. En conséquence, José Alonso, le chef de la Confédération générale du travail (CGT) appelle à la grève générale en mai et devient un opposant déclaré au président – cet antagonisme s'intensifie après la tentative avortée de Perón au mois de décembre et, en 1965, les responsables de la CGT commencent à faire allusion publiquement à leur soutien à un coup d'État.
Le triomphe des Péronistes aux élections de mars 1965 est un choc au sein des Forces armées argentines, à la fois parmi les factions militaires internes liés au mouvement péroniste, mais surtout parmi la grande portion de l'armée qui est restée fortement anti-péroniste. En outre, une campagne contre le gouvernement était également menée par des parties importantes des médias, notamment Primera Plana et Confirmado, les principaux magazines d'information du pays. Se saisissant d'événements peu pertinents, tels que le refus du président de soutenir l'opération Power Pack (la décision injustifiée du président américain Lyndon Johnson d'envahir la République dominicaine en avril 1965), Illia est surnommé « la tortue » dans les éditoriaux et les caricatures, son action au pouvoir est qualifier de « lente », « timorée » et « manquant d'énergie et d'initiative », encourageant les militaires à prendre le pouvoir et d'affaiblissant le gouvernement encore un peu plus. Confirmado va plus loin en exhortant ses lecteurs à soutenir un coup d’État et en publiant un sondage d'opinion (non-scientifique) affirmant le soutien de la population pour ce type d'action illégale

## L'incident
Le 4 octobre 1965, le colon chilien Domingo Sepúlveda est informé par les gendarmes argentins qu'il devait régulariser sa situation auprès des autorités argentines à Río Gallegos. Le 9 octobre, Sepúlveda se rend au poste de police chilien au lac O'Higgins/San Martín pour se plaindre de cette demande argentine. Le 17 octobre, les Carabineros chiliens envoient un peloton sur la zone et construisent un avant-poste dans la propriété de Juana Sepúlveda. Par la suite une patrouille de reconnaissance composée de six hommes est envoyée en direction d'un abri située à 8 km au sud. Cette patrouille est composée du major Miguel Torres Fernández, du lieutenant Hernán Merino Correa, du sergent Miguel Manríquez, du sous-caporal Víctor Meza Durán et des Carabineros Julio Soto Jiménez et José Villagrán Garrido
Le 30 octobre, Eduardo Frei Montalva et Arturo Illia, les présidents de l'Argentine et du Chili, se rencontrent à Mendoza et tombent d'accord pour revenir au statu quo avant que la demande de régularisation argentine ne soit formulée, le retrait des forces et qu'aucun bâtiments nouveau ne soit construit par les Carabineros chiliens ou les membres de la Gendarmerie argentine dans la zone.
Côté argentin, le 1er novembre, le déclenchement de l'opération Laguna del Desierto sous le commandement d'Osiris Villegas et Julio Rodolfo Alsogaray, le chef de la Ve division de l'Armée argentine et le Directeur de la Gendarmerie nationale argentine, entraîne le transfert — au moyens de plusieurs vols en Douglas DC-3 — de l'escadron de gendarmerie « Buenos Aires » depuis l'aéroport d'El Palomar à la zone du conflit puis, le 3 novembre, l'escadron no 43 reçoit l'ordre de quitter Río Turbio et de rejoindre l'escadron « Buenos Aires » sur zone. Ils sont accompagnés de journalistes et photographes du magazine Gente y la Actualidad,.
Le 6 novembre à 14 h 0, le major Torres reçoit l'ordre de retourner à la station de police. Deux Carabineros, Soto et Villagrán, s'apprêtaient à ramener les chevaux et les quatre autres préparaient leur retour quand, à 16 h 40, ils sont entourés par environ 90 gendarmes argentins. Se sachant encerclés les Chiliens demandent à négocier, mais les forces argentines abattent le lieutenant Hernán Merino et blessent le sergent Miguel Manríquez.

Photographies publiées dans le magazine argentin Gente y la Actualidad en 1965
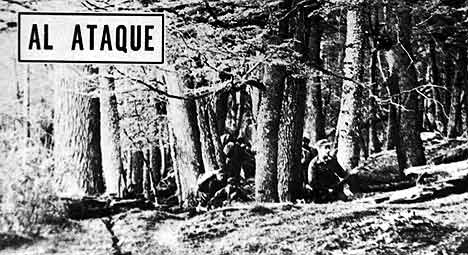
Des forces argentines déployées sur la zone pour établir des positions sures et à couvert, dominant la zone des combats.
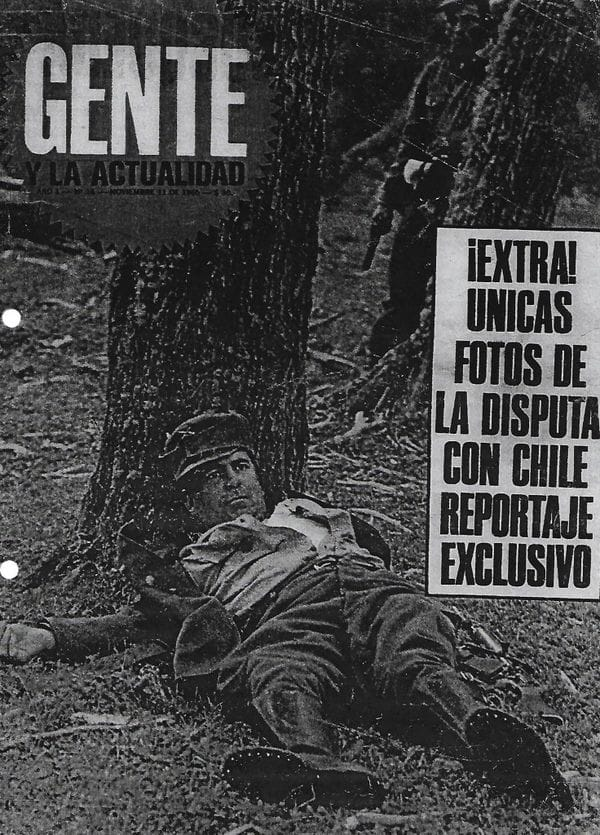
Le sergent Manríquez grièvement blessé. À l'arrière plan, un gendarme argentin avec un pistolet.
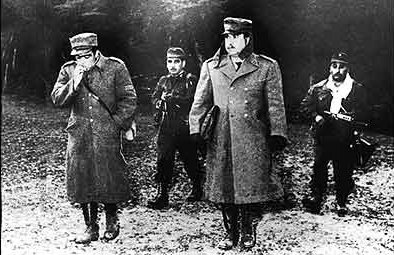
Le major chilien Miguel Torres (à droite) et le Carabinero Víctor Meza Durán (à gauche) faits prisonniers par les gendarmes argentins.

Le major Torres, le sergent Manríquez et Meza sont capturés et ramenés, ainsi que la dépouille de Merino, au régiment de combat no 181 de l'Armée argentine à Río Gallegos, et après 72 heures ils sont libérés et renvoyés au Chili en compagnie de l'envoyé du président Frei, Juan Hamilton (alors sous-secrétaire au ministère de l'Intérieur et de la Sécurité publique (en)).
Gabriel Valdés, le ministre des Affaires étrangères chilien, qualifie — le 10 novembre 1965 — l'assassinat de Merino d'« acte sans précédent et inexcusable dans l'histoire de nos différends frontaliers. »

## Développements ultérieurs
En 1994, un tribunal international accorde la quasi-totalité de la zone disputée à l'Argentine. Après que son appel ait été rejeté en 1995, le Chili accepte la décision.

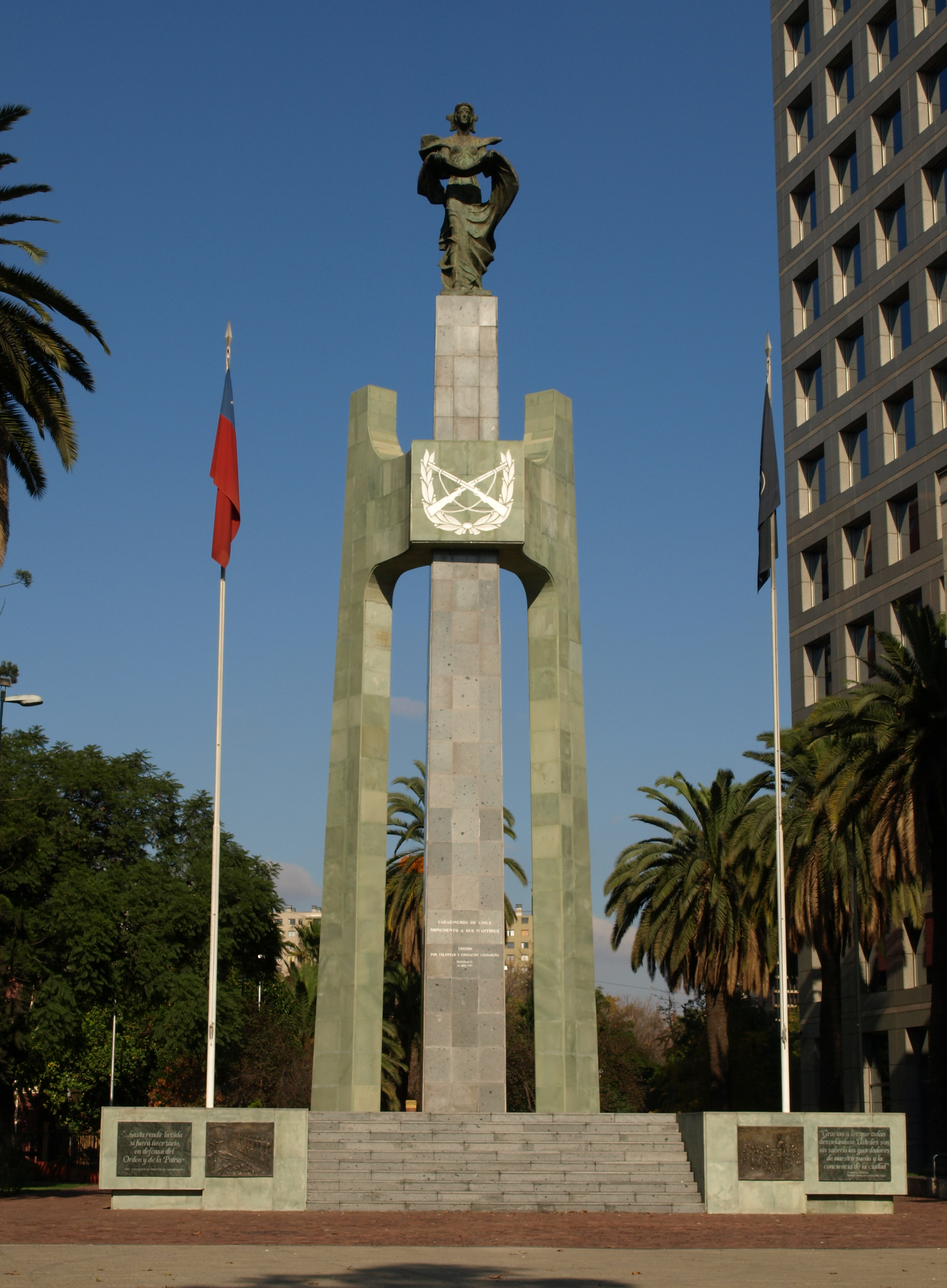
Monument aux membres des Carabineros de Chile tombés dans l'exercice de leurs fonctions.

Le lieutenant Hernán Merino Correa devient l'un des Carabineros les plus connus et les plus emblématiques au Chili et les déclarations sur lui révèlent que l'image du Carabinero idéal, celui qui incarne l'héroïsme, le dévouement à la patrie et le sacrifice de soi a été transmise avec succès. Sa dépouille est ramenée à Santiago du Chili où il reçoit des funérailles nationales et il est enterré sous un monument à la gloire des Carabineros de Chile. L'Escuela de Fronteras des Carabineros reçoit son nom, ainsi que de nombreuses autres écoles et rues dans le pays.
Sous la planification du commandant de la Première Division de l'Armée argentine, le général Julio Alsogaray, un coup d'État militaire destiné à renverser le président Illia a lieu le 28 juin 1966. Le général Alsogaray se présente en personne au bureau d'Illia ce jour-là, à 5 h 0, et il l'« invite » à présenter sa démission. Dans un premier temps, Illia refuse d'accéder à cette demande, évoquant son rôle de commandant-en-chef de l'armée, mais à 7 h 20, après avoir vu son bureau envahi d'officiers militaires et de policiers armés de lance-grenades, il est contraint de démissionner. Le lendemain, le général Juan Carlos Onganía devient le nouveau président de la nation argentine.
Les deux pays donnent des versions différentes de l'incident, chacun accusant l'autre d'être à l'origine des premiers tirs. Les sources argentines rejettent le nombre avancé par les sources chiliennes de 90 membres de le Gendarmerie nationale. Le gouvernement argentin ne lancera jamais d'enquête sur la mort de l'officier chilien.
Michel Morris déclare que l'Argentine a utilisé les menaces et la force pour défendre ses revendications contre Chili et le Royaume-Uni et que certains des actes hostiles ou incidents armés ont probablement été le fait de commandants locaux zélés. Gino Bianchetti Andrade pense que la Gendarmerie argentine a fait dans ce cas précis un usage délibéré et planifié de la violence pour obtenir le contrôle de la zone.